# Krumbach, Günzburg

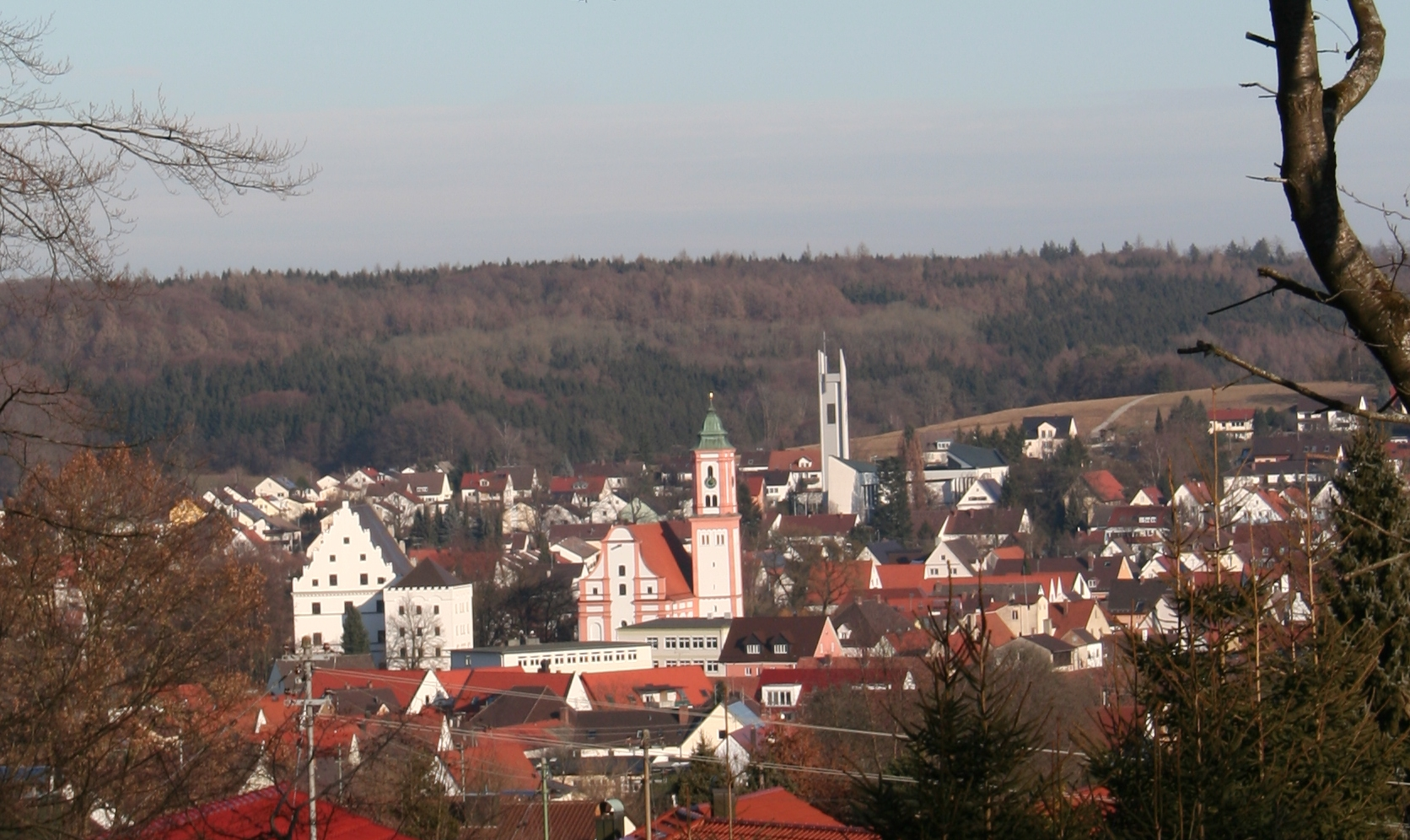
look at Krumbach (Swabia) from westen

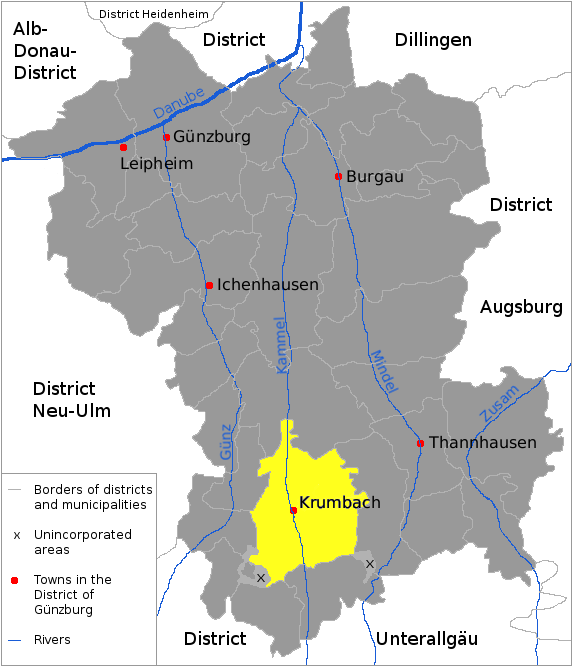
Krumbach in the district of Günzburg

Krumbach là một đô thị ở huyện Günzburg bang Bayern thuộc nước Đức.

## Hình ảnh

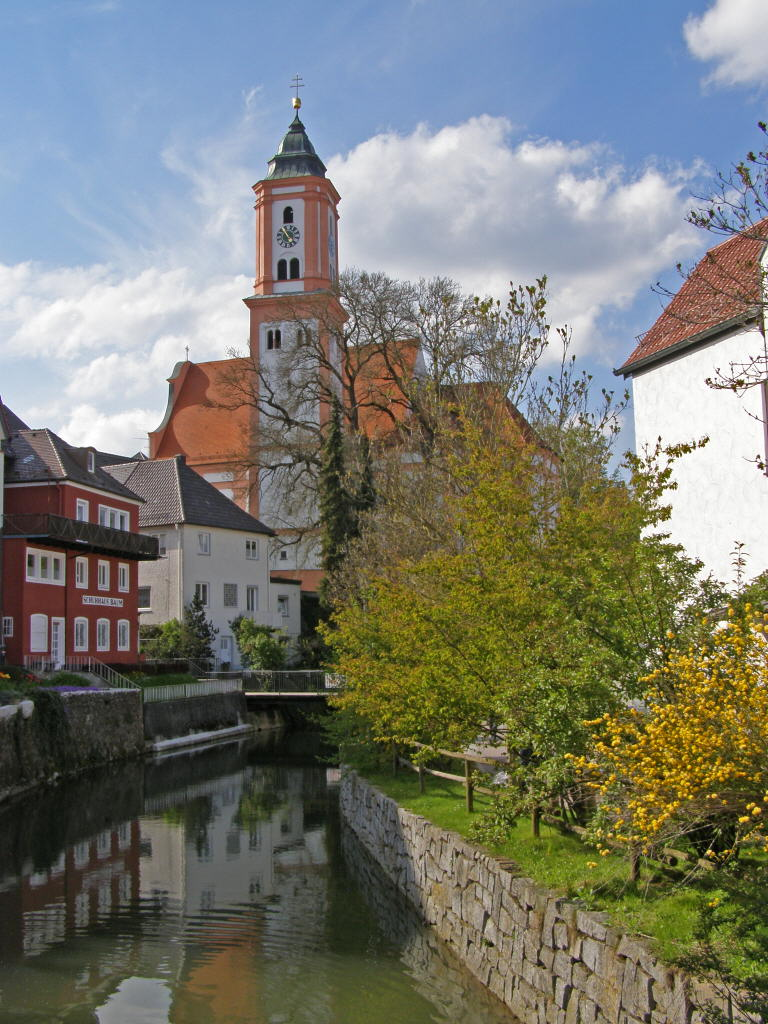
Nhà thờ Thánh Michael
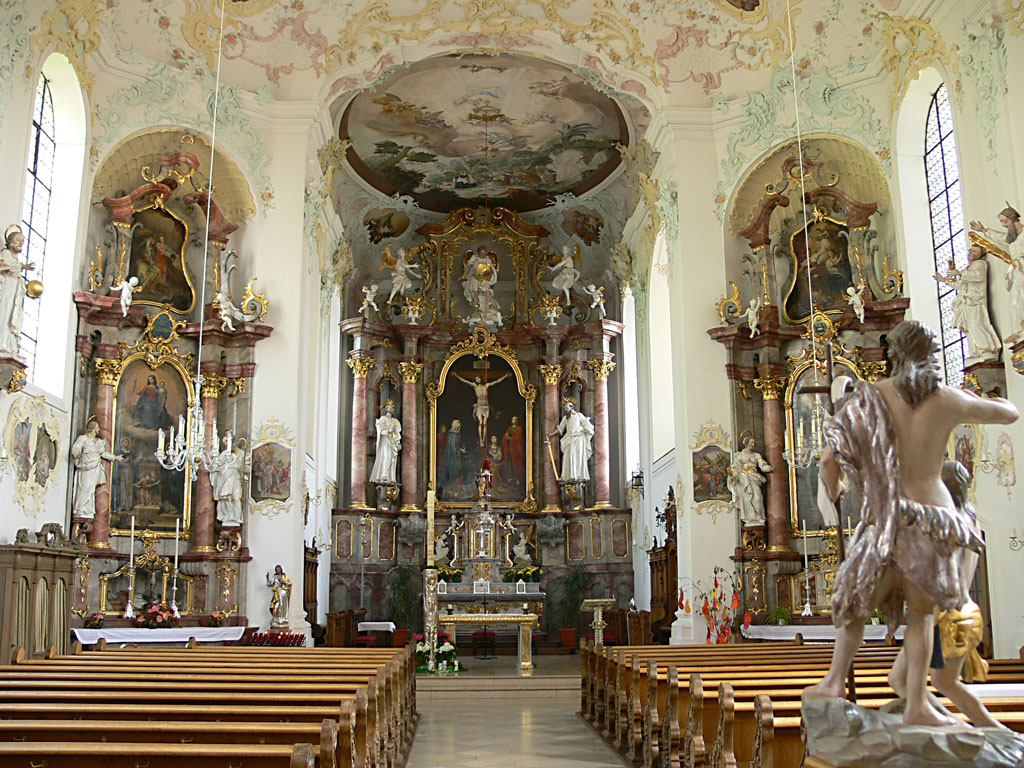
Nhà thờ Thánh Michael
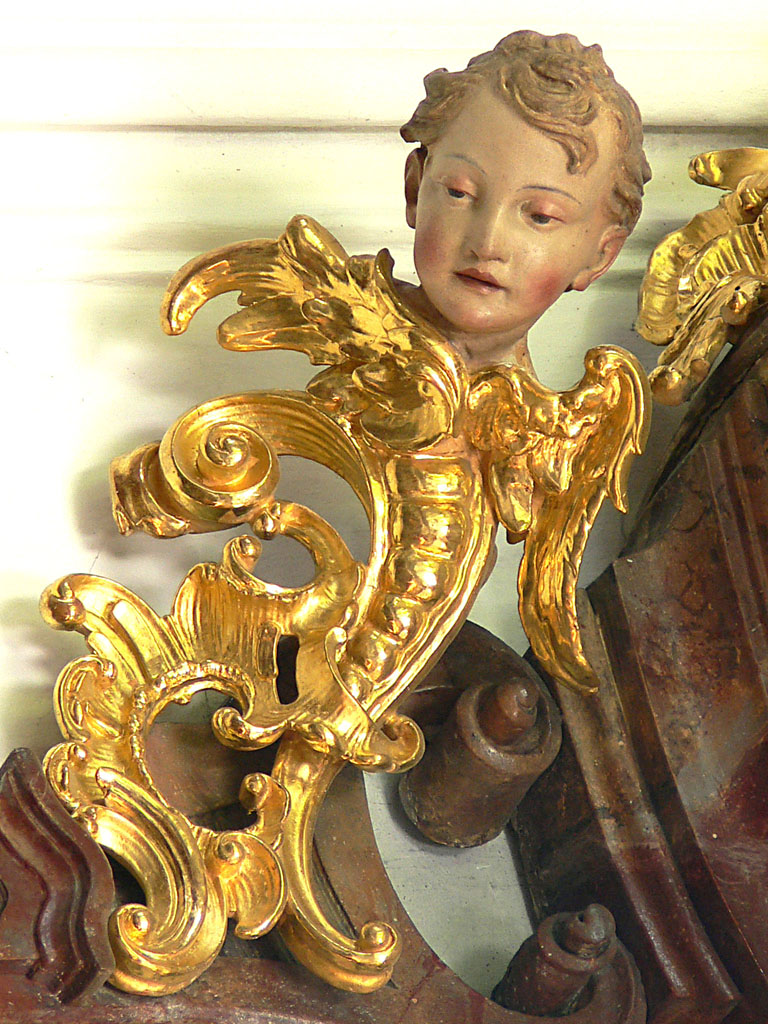
Nhà thờ Thánh Michael
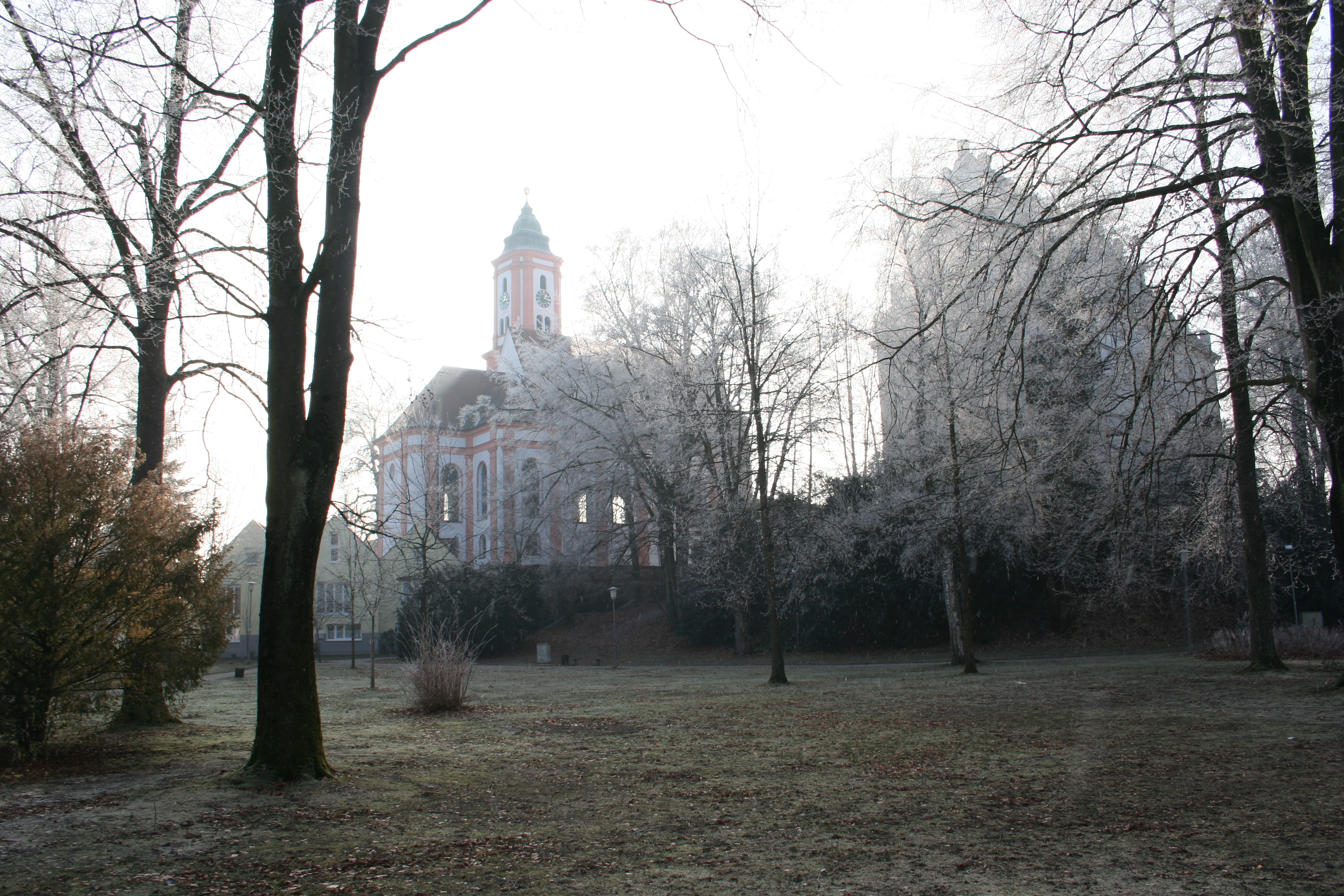
Nhà thờ Thánh Michael và lâu đài Krumbach nhìn từ công viên thành phố
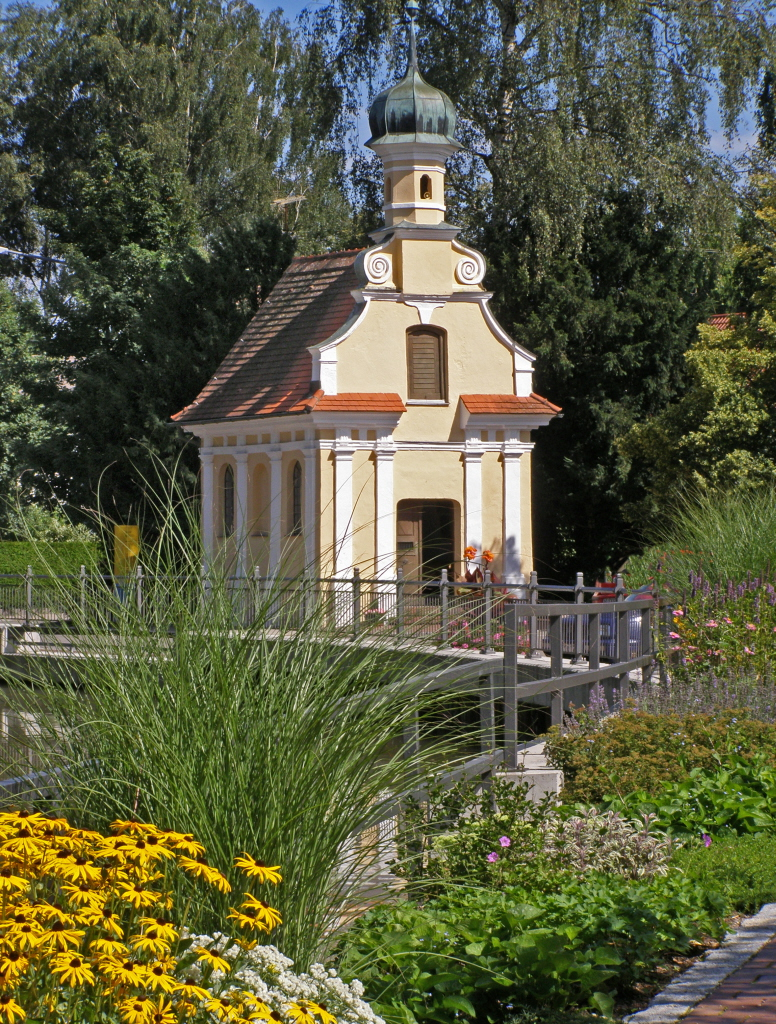
Mühlkapelle bên suối Kammel
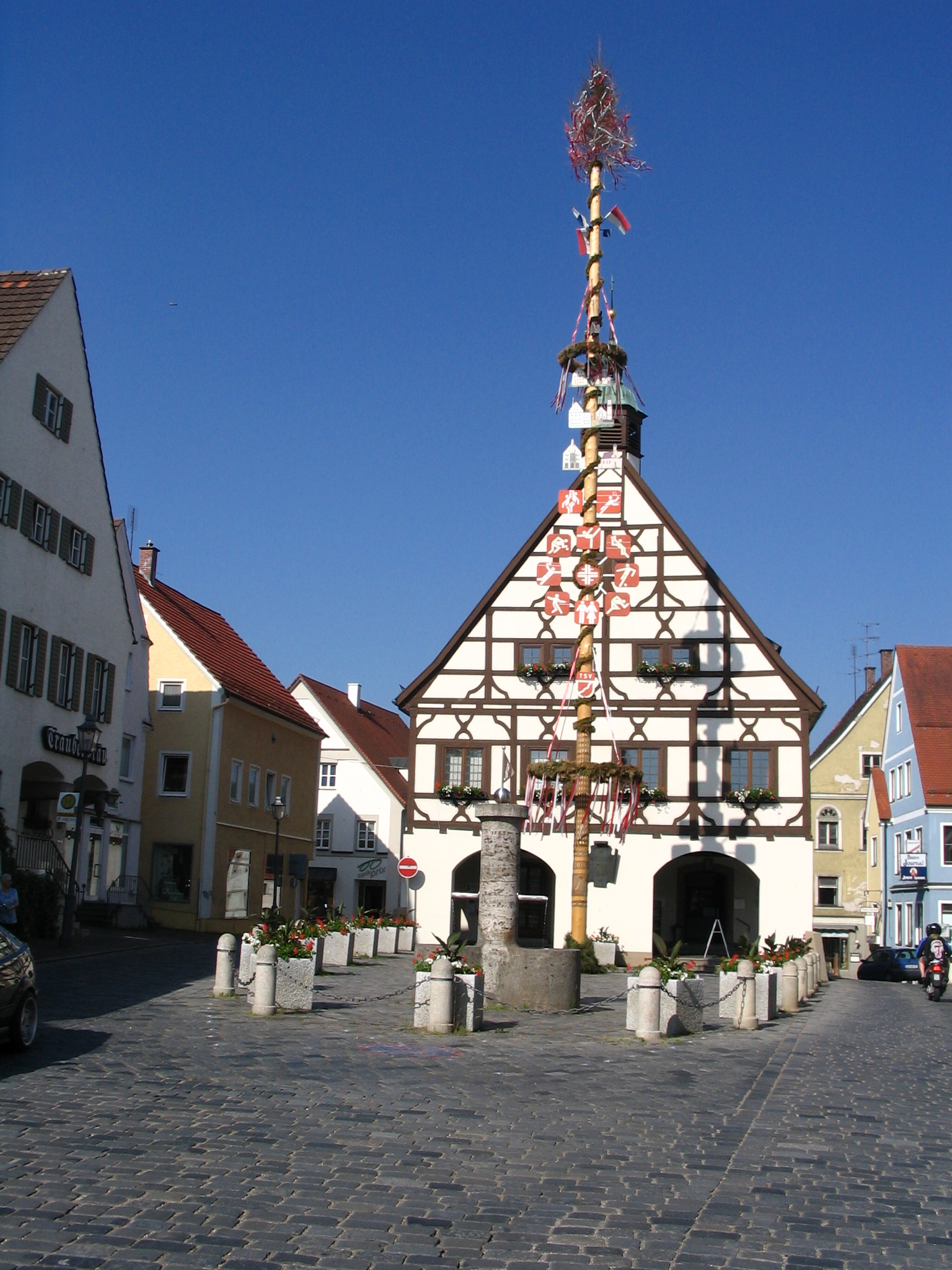
Khu chợ và tòa thị chính lịch sử
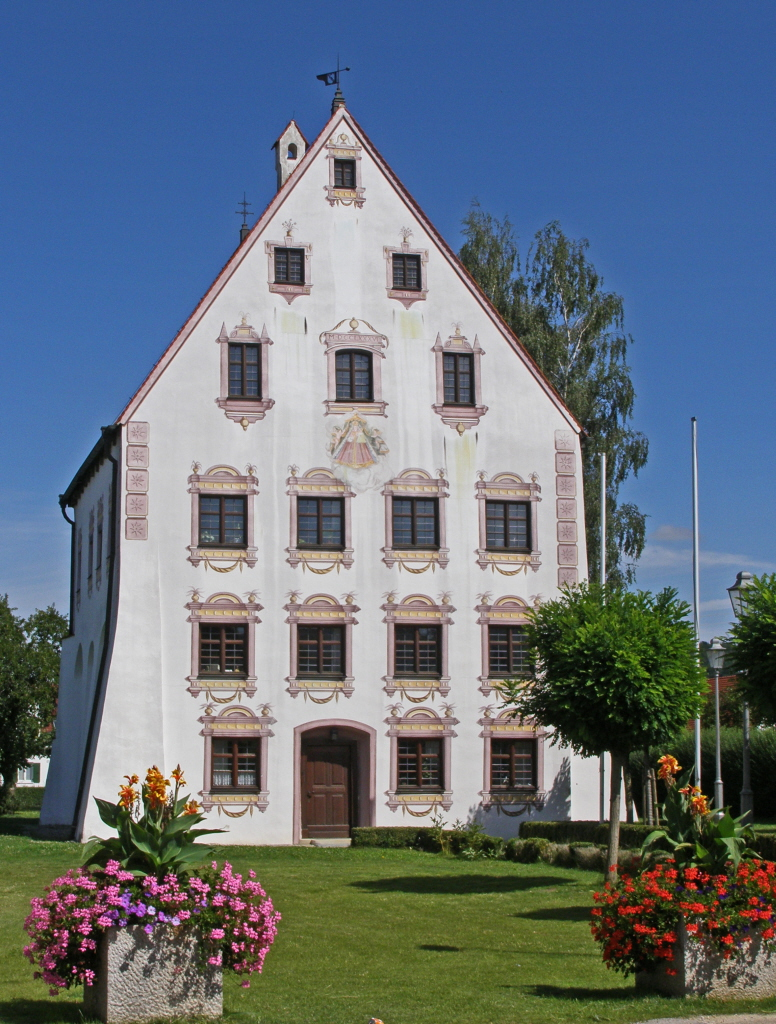
Lâu đài Hürben
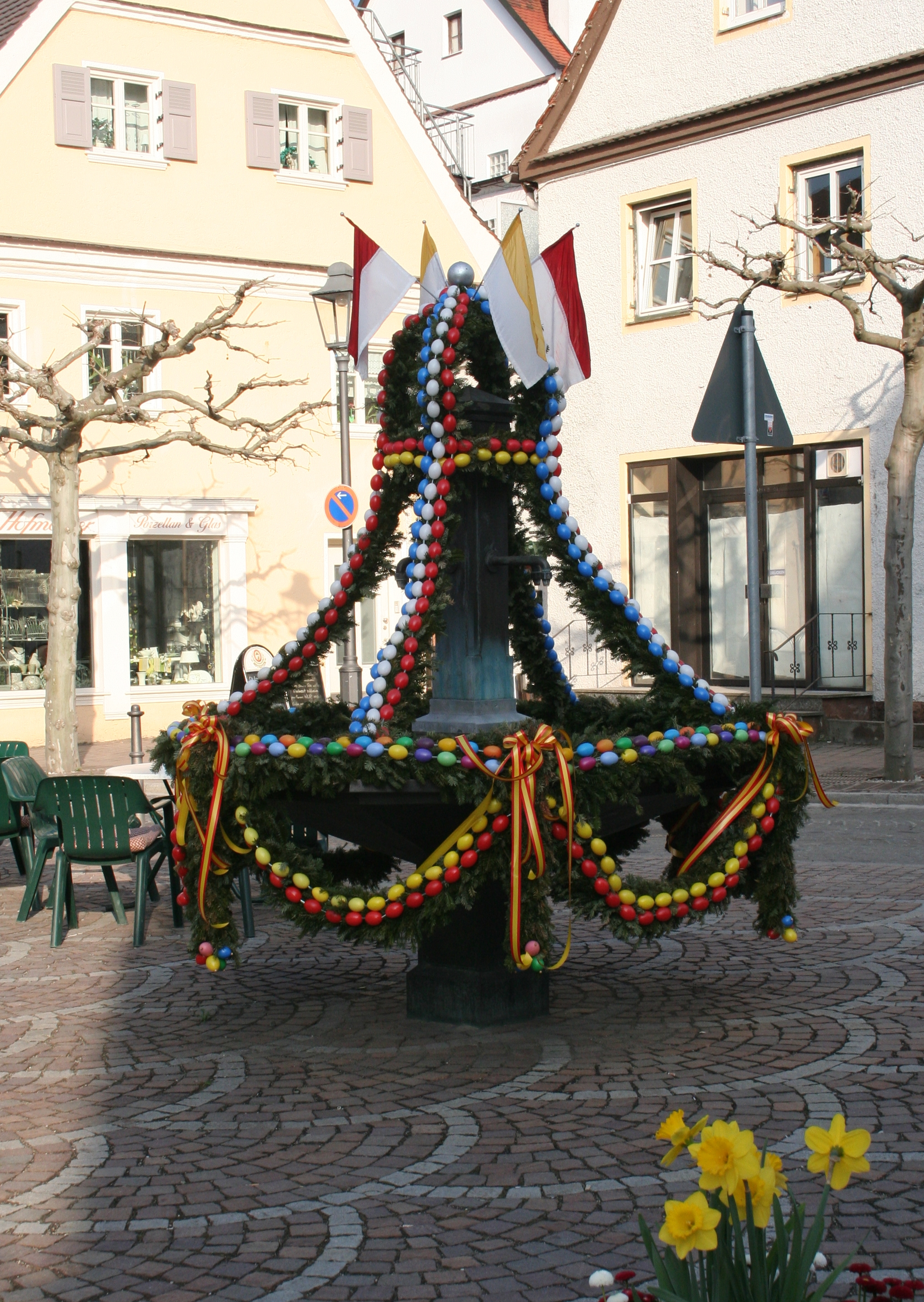
Đài phun nước tại Gesundbrunnenplatz ở Krumbach – được trang trí trong dịp Mùa Phục Sinh
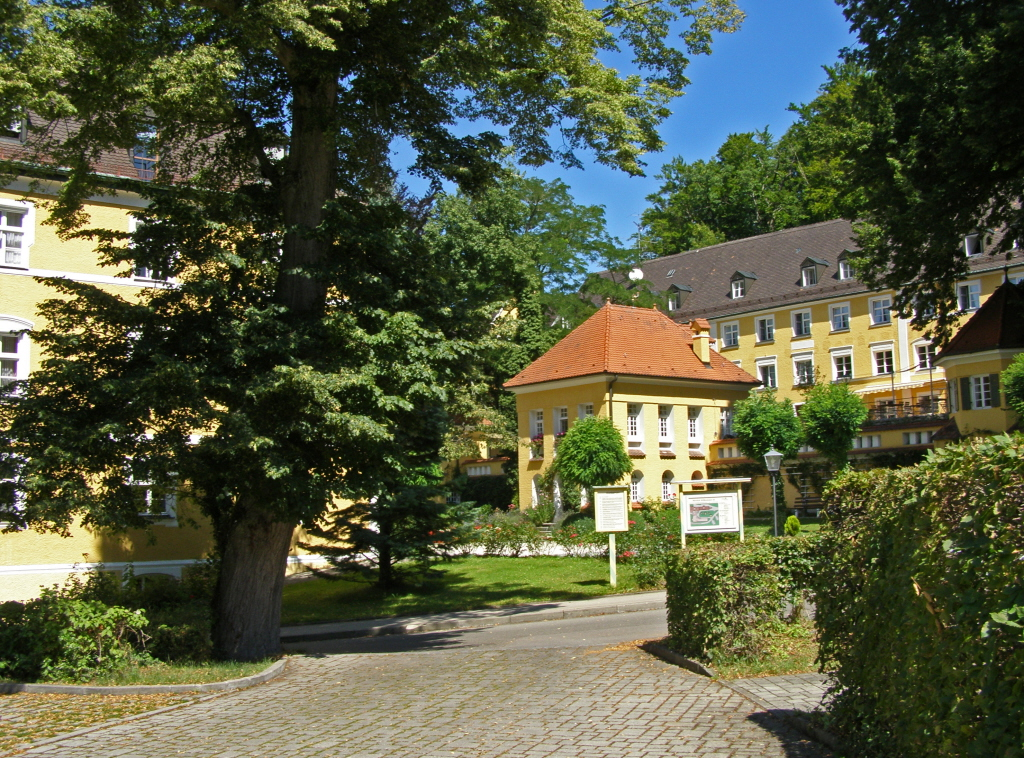
Krumbad
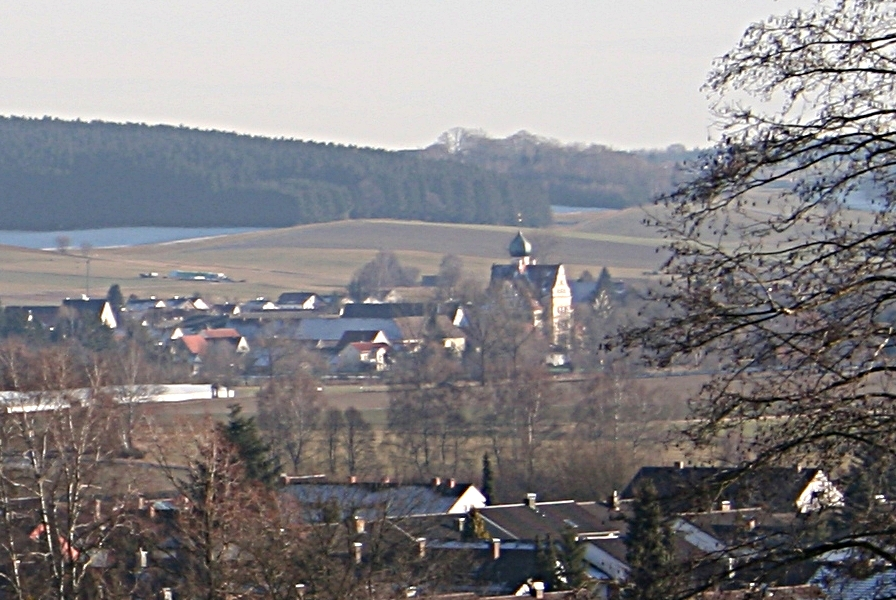
Niederraunau
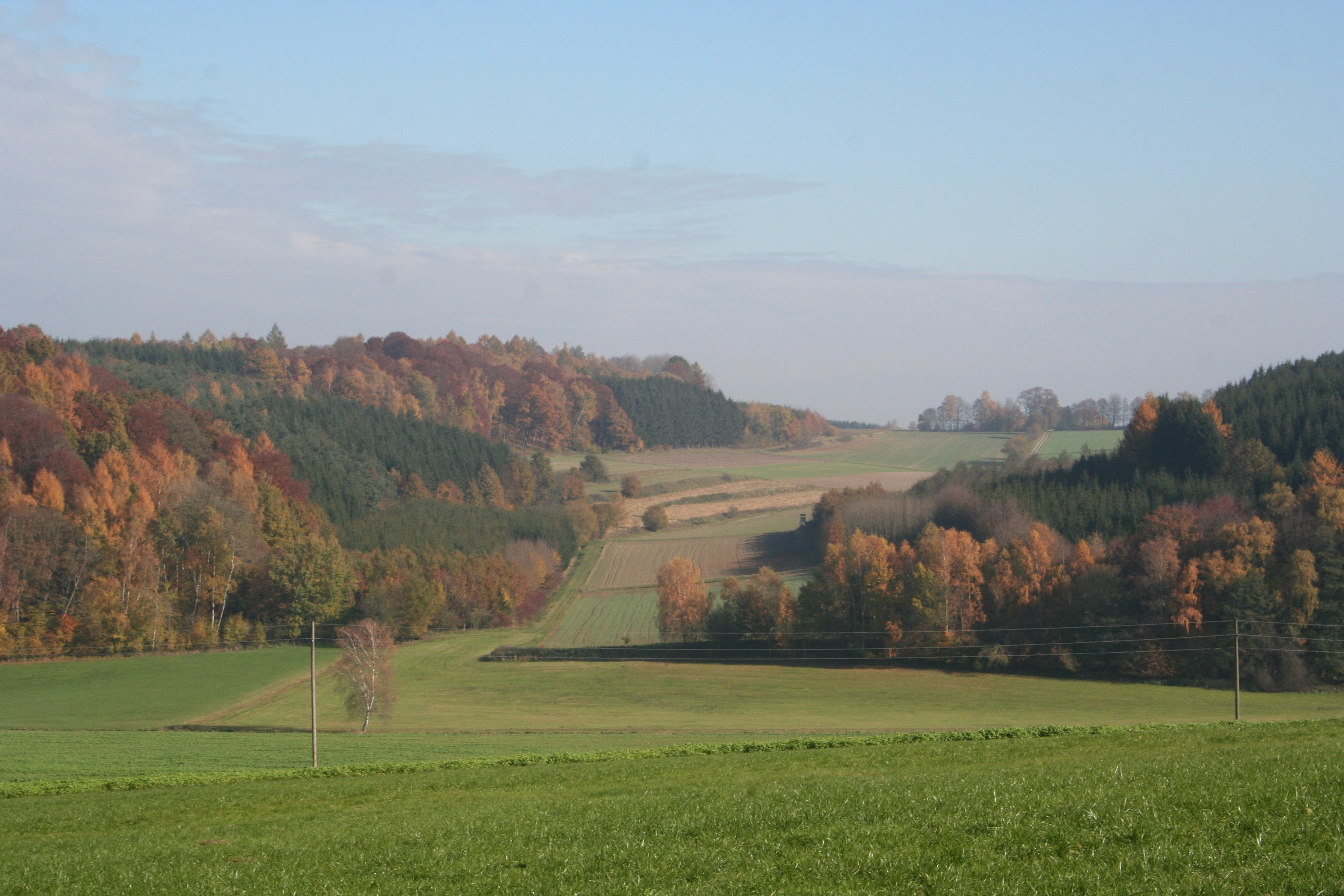
Phong cảnh gần Krumbach